# پلایا (کلمبیا)
پلایا (انگلیسی: Pelaya) نام شهری در کشور کلمبیا است.